# Ascocentrum aurantiacum
Ascocentrum aurantiacum är en orkidéart som beskrevs av Rudolf Schlechter. Ascocentrum aurantiacum ingår i släktet Ascocentrum och familjen orkidéer.

## Underarter
Arten delas in i följande underarter:
- A. a. aurantiacum
- A. a. philippinense